# Xã Rock Creek-Lima, Quận Carroll, Illinois
Xã Rock Creek-Lima (tiếng Anh: Rock Creek-Lima Township) là một xã thuộc quận Carroll, tiểu bang Illinois, Hoa Kỳ. Năm 2010, dân số của xã này là 1.976 người.